# 칼릴 지브란의 예언자
《칼릴 지브란의 예언자》(영어: Kahlil Gibran's The Prophet)는 2014년 공개된 애니메이션 영화로, 칼릴 지브란의 책 《예언자》를 원작으로 한다.